# Tomasz More
Thomas More (wym. /ˈtɒməs ˈmɔː/), forma spolszczona Tomasz More, Morus (ur. 7 lutego 1478 w Londynie, zm. 6 lipca 1535 tamże) – angielski myśliciel, pisarz i polityk, członek Izby Lordów i kanclerz królewski, męczennik chrześcijański czczony przez anglikanów, święty Kościoła katolickiego. Według tradycji minoryckiej – tercjarz franciszkański.

## Życiorys

### Młodość
Urodził się 6 lutego 1477 roku w Londynie, jako syn sędziego, Johna. Jego matka zmarła krótko po narodzinach Tomasza. Pierwsze nauki pobierał w londyńskiej szkole św. Antoniego, a wkrótce potem został paziem kardynała Johna Mortona. W wieku czternastu lat został wysłany na Uniwersytet Oksfordzki, gdzie studiował filozofię, dialektykę i retorykę. Za namową ojca, w 1496 roku, opuścił Oksford i wrócił do Londynu studiować prawo w kolegium Lincoln’s Inn. W tym okresie zaczął nosić włosiennicę. Podczas studiów podjął decyzję by zamieszkać w klasztorze kartuzów i chciał później wstąpić do zakonu. Około 1499 roku poznał Erazma z Rotterdamu, z którym się zaprzyjaźnił. Po ukończeniu studiów, w 1501 roku został przyjęty do palestry. Jedną z jego pierwszych spraw było reprezentowanie kupców, na których król Henryk VII nałożył podatek by zebrać 90 tysięcy funtów posagu dla swojej córki. More przedłożył sprawę w Izbie Gmin, która przyznała rację handlarzom i zmniejszyła wartość posagu do 40 tysięcy funtów. W wyniku tego, John More został osadzony w więzieniu i musiał się wykupić za sto funtów.
Przewodnikiem duchowym Morusa został John Colet, który odradził mu wstępowanie do kartuzów. W 1509 roku gościł u siebie Erazma z Rotterdamu który napisał wówczas swoją „Pochwałę głupoty” i zadedykował ją Tomaszowi.

### Kariera
W 1510 roku został wiceszeryfem City of London. Kilka lat później otrzymał od króla propozycję dołączenia do Rady królewskiej, lecz odmówił. W 1515 roku, wraz z Cuthbertem Tunstallem udał się do Brugii, by negocjować traktat handlowy z Niderlandami. W tym czasie poznał Pietera Gillisa oraz Jeroena van Busleydena i zaczął pracę nad „Utopią”. Misja zakończyła się powodzeniem i w 1517 roku powrócił do Anglii. Kardynał Thomas Wolsey zaproponował Morusowi posadę na dworze królewskim, lecz ten ponownie odmówił. W sierpniu tego samego roku ponownie udał się na kontynent (do Calais), by prowadzić kolejne pertraktacje, z których powrócił pod koniec grudnia. 23 lipca 1518 zrezygnował z funkcji wiceszeryfa Londynu i został członkiem Tajnej Rady Królewskiej.
Dwa lata później uczestniczył w spotkaniu Henryka VIII z Franciszkiem Walezjuszem na Polach Złotogłowia. 2 maja 1521 roku został mianowany podskarbim królewskim, zarządzającym majątkiem państwa, a także otrzymał tytuł szlachecki rycerza. 12 lipca 1521 roku król Anglii wydał dokument zatytułowany „Teza o siedmiu sakramentach” (częściowo redagowany przez Morusa), w którym potępiał poglądy Marcina Lutra, co miało na celu przypodobanie się Stolicy Piotrowej w nadchodzącej walce o stwierdzenie nieważności małżeństwa. Konflikt między królem a Lutrem zachęcił More’a, by opublikować dzieło teologiczne „Odpowiedź na obelgi Marcina Lutra” (łac. Responsio ad Convitia Martini Lutheri), które ukazało się we wrześniu 1523 roku.
W 1522 roku został sekretarzem królewskim i otrzymał od Henryka dworek South. 15 kwietnia 1523 roku został przewodniczącym Izby Gmin. Dziewięć dni później zaapelował do Parlamentu o zgodę na przeznaczenie 800 tysięcy funtów na wojnę z Francją oraz ustanowienie 20% podatku na cztery lata. Posłowie nie chcieli zgodzić się na żądania króla, przedstawione przez kardynała Thomasa Wolseya, lecz dzięki dyplomacji Morusa ostatecznie poparli daninę w wysokości 400 tysięcy. 30 sierpnia tego samego roku wynegocjował traktat pokojowy z Francją w zamku More. 10 czerwca 1524 roku został wielkim intendentem Uniwersytetu Oksfordzkiego, a rok później 29 września – kanclerzem Księstwa Lancaster.

### Wielka sprawa królewska
W 1527 roku Henryk VIII rozpoczął starania o stwierdzenie nieważności małżeństwa z Katarzyną Aragońską, powołując się na zapis z prawa kanonicznego, że nie można brać wdowy po swoim bracie (Katarzyna była wcześniej żoną Artura Tudora). W rzeczywistości chodziło mu o możliwość zawarcia małżeństwa z Anną Boleyn i doczekanie się męskiego potomka z prawego łoża. Sprawę powierzył Thomasowi Wolseyowi, a kardynał udał się na kontynent zabierając ze sobą Morusa. Ten ostatni nie zabierał jednak głosu w sprawie. Na prośbę króla, skonsultował się z biskupami: Cuthbertem Tunstallem z Durham i Johnem Clerkiem z Bath oraz z kapelanem królewskim Foxem. Ich ekspertyza była zachowawcza, ale delikatnie przeciwna staraniom króla.
Morus nie brał udziału w procesie kanonicznym, gdyż w 1529 roku król skierował jego i Tunstalla na negocjacje pokojowe w Cambrai. 25 października 1529 roku odebrał od Henryka VIII Wielką Pieczęć, a następnego dnia objął urząd Lorda kanclerza. Wkrótce potem podpisał akt oskarżenia przeciwko swojego poprzednikowi – kardynałowi Wolseyowi, jednak król odrzucił wniosek. wiosną 1524 roku wszedł w skład komisji (razem z Cuthbertem Tunstallem i Williamem Warhamem), która krytykuje postulaty protestantyzmu. Jednocześnie król zawierał tajne porozumienia ze stronnikami Lutra. More, jako kanclerz, miał dosyć tolerancyjne podejście do innowierców, a za jego kadencji odbyły się tylko cztery egzekucje.
Latem 1530 roku na tapet wróciła sprawa nieważności małżeństwa Henryka z Katarzyną. Idąc za radą Thomasa Cranmera, król uzyskał korzystne dla siebie opinie kilku renomowanych uniwersytetów i wysłał petycję do Klemensa VII. Lord kanclerz nie podpisał dokumentu, gdyż był przeciwny stwierdzeniu nieważności małżeństwa, a także nie chciał publicznie zabierać w tej sprawie głosu. Po odmownej odpowiedzi papieża, Henryk przygotował pierwszą część schizmy angielskiej, kiedy to nakazał biskupom angielskim podpisać akt posłuszeństwa i tytułować się „Najwyższą Głową Kościoła o tyle, o ile pozwala na to prawo Chrystusowe”. Gdy More się o tym dowiedział, chciał zrezygnować z urzędu. 16 maja 1532 roku zwrócił królowi insygnia władzy, uzasadniając to złym stanem zdrowia. Wraz z rezygnacją musiał znacznie ograniczyć wydatki, ze względu na niższe uposażenie. Niedługo potem trzej biskupi: z Exeter, Bath i Durham odwiedzili go i chcieli podarować mu sumę pięciu tysięcy funtów jako wyraz wdzięczności za obronę wiary katolickiej, jednak Morus odmówił.
Początkowo nie zabierał głosu w sprawie małżeństwa Henryka z Anną Boleyn oraz procesie Elizabeth Barton. Mimo tego został oskarżony przez Thomasa Cromwella, a król postanowił że jego przesłuchanie odbędzie się przed czteroosobową komisją złożoną z członków Izby Gwiaździstej: Cromwella, Thomasa Cranmera, Thomasa Howarda i Thomasa Audleya. More odrzucił wszystkie zarzuty, a komisja uprosiła króla by cofnął oskarżenie.

### Aresztowanie i proces
Gdy 23 marca 1534 roku kardynałowie przebywający na konsystorzu przegłosowali ważność małżeństwa Henryka VIII z Katarzyną Aragońską, król Anglii postanowił wydać I Akt Sukcesyjny, który wskazywał Elżbietę (córkę Henryka i Anny) na przyszłą królową, a wydziedziczał Marię (córkę Henryka i Katarzyny). Dodatkowo nakazał każdemu poddanemu złożyć przysięgę wierności. Podpisali ją wszyscy członkowie Parlamentu, lordowie i duchowieństwo wyższe, z wyjątkiem Jana Fishera. 13 kwietnia Morus został wezwany przed komisję, aby złożyć podpis, jednak odmówił nieuznawania papieża jako zwierzchnika Kościoła Anglii. Cztery dni później został aresztowany i przewieziony do Tower of London. Zabroniono mu odwiedzin, odebrano odzienie i wydawano skromne i nieapetyczne posiłki. Na pierwszą wizytę jego przybranej córki Małgorzaty zezwolono w połowie maja. Zajął się także pisaniem.
Wkrótce po podpisaniu Aktu supremacyjnego aresztowano czterech kartuzów (Ryszarda Reynoldsa, Roberta Lawrence’a, Jana Houghtona i Augustyna Webstera), którzy odmówili podporządkowania się królowi jako zwierzchnikowi Kościoła Anglii. Skazano ich na śmierć za zdradę i wznowiono śledztwo w sprawie Fishera i Morusa. 30 kwietnia 1535 roku Cromwell odwiedził More’a i poprosił o wydanie opinii na temat głowy Kościoła angielskiego. Były lord kanclerz odmówił zajęcia stanowiska w tej sprawie, a 7 maja sytuacja się powtórzyła. 12 czerwca do Morusa przybył radca generalny Richard Rich i ponownie zażądał deklaracji, jednak More zbył to milczeniem.
1 lipca został doprowadzony przed trybunał, w którego skład weszli: Thomas Audley, Thomas Howard, Thomas Cromwell, Charles Brandon, George Hastings, Henry Clifford, Tomasz Boleyn, George Boleyn, Henry Pole, Andrew Windsor, John FitzJames, John Baldwin, Richard Lyster, William Paulet, John Port, John Spelman, Walter Luke, William Fitzwilliam i Anthony Fitzherbert. W ławie przysięgłych zasiedli: Richard Bellamy, Thomas Burbage, Thomas Byltington, Jasper Leyke, George Lowell, Thomas Palmer, John Parnell, Thomas Peirt,  Edward Sokwood i George Stokys. Podczas procesu powtórzono wszystkie zarzuty, a More ponownie zeznał, że nie będzie zabierać głosu w tej sprawie, ze względu na sumienie. Po krótkiej naradzie wydano na niego wyrok śmierci za zdradę stanu. Wówczas Morus publicznie stwierdził, że Akt supremacyjny jest nielegalny, a Henryk VIII nie jest zwierzchnikiem Kościoła.

### Śmierć
Po procesie został odstawiony do Tower of London. Wyrok przez ścięcie został wykonany 6 lipca 1535 roku.

## Życie prywatne
W 1505 roku, przebywając w Newhall, poznał siedemnastoletnią córkę szlachcica Jane Colt, którą poślubił około 1505 roku. Mieli czworo dzieci: trzy córki Margaret, Elizabeth, Cecily i syna. Miesiąc po śmierci Jane w 1511 roku, ożenił się z wdową Alice Middleton i zaadoptował jej córkę, Alice.

## Poglądy i dzieła
Jego najsłynniejsze dzieło, Utopia (około 1516), przedstawia fikcyjne królestwo na wyspie, w którym niektórzy współcześni uczeni dopatrują się wyidealizowanego przeciwieństwa Europy z czasów Morusa, podczas gdy inni uznają je za złośliwą satyrę tejże Europy. Thomas More stworzył wizję idealnego państwa i systemu społecznego, którą opisał w Utopii.
Jedną z cech charakterystycznych dzieł Thomasa jest stosowanie alegorii w postaci fikcyjnego autora (tak jak w Dialogue of Comfort, który stanowi rzekomy dialog pomiędzy wujem i bratankiem) lub stylizacji. Ponadto More nie daje żadnych wyraźnych wskazówek co do swojego osobistego punktu widzenia, co sprawia, że możliwa jest praktycznie każda interpretacja jego dzieł.
More był również autorem kilku obszernych traktatów, w których krytykował reformatorów religijnych, od Williama Tyndale, Christophera St. Germaina po Marcina Lutra.

## Kult
Thomas More został beatyfikowany w 1886 przez papieża Leona XIII. Kanonizacji dokonał Pius XI w 1935 roku.
W Kościele katolickim św. Tomasz wspominany jest razem ze św. Janem Fisherem w dniu 22 czerwca, natomiast u anglikanów Dzień Pamięci przypada na 6 czerwca.
W 2000 Jan Paweł II ogłosił go patronem mężów stanu i polityków, jest również patronem niemieckiej katolickiej organizacji dzieci i młodzieży (niem.) Katholische junge Gemeinde (KjG).

## Thomas More w kulturze masowej
- Oto jest głowa zdrajcy – filmowa adaptacja sztuki o Thomasie Morze
- Dynastia Tudorów – w rolę Thomasa More’a wcielił się Jeremy Northam
- Wolf Hall(inne języki) – serial telewizyjny na podstawie powieści Hilary Mantel. Thomasa More’a zagrał Anton Lesser
- Hiszpańska Księżniczka – serial telewizyjny na podstawie książek Philippy Gregory. Thomasa zagrał Andrew Buchan(inne języki).